# Distretto di Sidi Ameur
Il distretto di Sidi Ameur è un distretto della Provincia di M'Sila, in Algeria.

## Comuni
Il distretto di Sidi Ameur comprende 2 comuni:
- Sidi Ameur
- Tamsa